# Wiewióra cejlońska
Wiewióra cejlońska (Ratufa macroura) – gatunek gryzonia z rodziny wiewiórkowatych (podrodzina Ratufinae). Po raz pierwszy został opisany przez walijskiego przyrodnika Thomasa Pennanta w 1769 w publikacji „Indian zoology” jako Sciurus macrourus. Typowa lokalizacja: Cejlon, Wybrzeże Malabarskie, Malakka, Goa i Amboina. Do rodzaju Ratufa gatunek włączył brytyjski zoolog John Edward Gray w 1867. Wiewióra cejlońska występuje na Sri Lance (wyspa Cejlon na obszarach o łącznej powierzchni ok. 312 km² (na wysokości do 500 m n.p.m.) oraz w indyjskich stanach Kerala i Tamilnadu (na wysokości do ok. 150–500 m n.p.m.). Na Półwyspie Indyjskim wiewióry są znane z kilku bardzo rozdrobnionych lokalizacji. Międzynarodowa Unia Ochrony Przyrody (IUCN) wymienia Ratufa macroura w Czerwonej księdze gatunków zagrożonych jako gatunek bliski zagrożenia (NT – near threatened). R. macroura obejmuje 3 podgatunki.

## Systematyka
Po raz pierwszy został opisany przez walijskiego przyrodnika Thomasa Pennanta w 1769 w publikacji „Indian zoology” jako Sciurus macrourus. Typowa lokalizacja: Cejlon, Wybrzeże Malabarskie, Malakka, Goa i Amboina. W 1933 brytyjski zoolog William Phillips zawęził lokalizację do centralnych wyżyn i prowincji Uwa. Do rodzaju Ratufa włączył gatunek brytyjski zoolog John Edward Gray w 1867. 
W obrębie gatunku Ratufa macroura wyróżniane są 3 podgatunki:
- R. m. dandolena Thomas i Wroughton, 1915 – zakres: południowa część Indii (Ghaty Zachodnie, Ghaty Wschodnie) oraz północna i wschodnia część Sri Lanki,
- R. m. macroura (Pennant, 1769) – zakres: centralne wyżyny Sri Lanki,
- R. m. melanochra Thomas i Wroughton, 1915 – zakres: południowo-zachodnia Sri Lanka.

## Nazewnictwo
W wydanej w 2015 roku przez Muzeum i Instytut Zoologii Polskiej Akademii Nauk publikacji „Polskie nazewnictwo ssaków świata” dla gatunku Ratufa macroura zastosowano nazwę wiewióra cejlońska.

## Budowa ciała
Część grzbietowa wiewióry cejlońskiej jest wybarwiona na kolory od kremowoszarego do brązowawoszarego. Na policzkach małe czarniawe łaty. Przedramiona, nadgarstki i kończyny mają barwę jasnobiałą z kremowymi przebarwieniami. Łapy zakończone są palcami wybarwionymi na kolory od ciemnoszarego do brązowego. Ogon jest długi, szeroki i pokryty włosem. Uszy są małe, ledwo zauważalne. Mają długość ok. 5 mm.
Formy kolorystyczne podgatunków:
- R. m. dandolena – na głowie ma czarną koronę, ramiona i przednia część grzbietu są czarne, a tylna część grzbietu brązowa, natomiast włos na ogonie jest długi i jasny;
- R. m. macroura – charakteryzuje się czarnym wybarwieniem ogona z białymi końcówkami włosów, a także szarym pasem, który oddziela czarną część grzbietową od żółtawej części brzusznej;
- R. m. melanochra – w części grzbietowej czarna, ogon także czarny.

Naukowcy odnotowali fakt – prawdopodobnie sporadycznej – hybrydyzacji R. m. dandolena z podgatunkiem wiewióry dekańskiej (R. indica maxima) w południowo-wschodnim indyjskim stanie Tamilnadu.
|                         | wymiar     |
| ----------------------- | ---------- |
| długość tułowia z głową | 323–396 mm |
| długość ogona           | 350–362 mm |
| masa ciała              | ~1600 g    |

## Tryb życia
R. macroura jest samotna i terytorialna. Siedliska obejmują obszary o powierzchni 0,82–10 ha. Wiewióry cejlońskie wiodą dzienny tryb życia. Gniazdo opuszczają około godziny 6 rano. Pierwszy szczyt aktywności przypada na okres od świtu do godziny 10, a drugi po godzinie 14.30. Na żerowanie poświęcają około 38%, a na odpoczynek około 26% dziennej aktywności.

### Rozród
Po ciąży trwającej 26–28 dni samica rodzi zwykle jedno młode. Poród następuje około grudnia. Mniej więcej do końca lutego matka karmi młode, które zyskują samodzielność po osiągnięciu wieku 4–6 miesięcy. Gniazdo opuszczane jest w okresie od maja do lipca. Długość życia wiewiór cejlońskich wynosi 7–8 lat.

## Rozmieszczenie geograficzne
Typowa lokalizacja: Cejlon, Wybrzeże Malabarskie, Malakka, Goa i Amboina. W 1933 lokalizację zawęził do centralnych wyżyn i Prowincji Uwa brytyjski zoolog William Phillips.
Wiewióra cejlońska występuje na Sri Lance (wyspa Cejlon, gdzie spotykana jest na obszarach o łącznej powierzchni ok. 312 km²) na wysokości do 500 m n.p.m. oraz w indyjskim stanie Kerala i Tamilnadu na wysokości do ok. 150–500 m n.p.m. Na Półwyspie Indyjskim wiewióry są znane z kilku bardzo rozdrobnionych lokalizacji. Zasięg kilku indyjskich populacji został poznany i opisany przez naukowców stosunkowo niedawno. Są to lasy w okolicy Hosur (2011), las w rejonie Tiruvannamalai (2014) i rezerwat leśny Pakkamalaf (2018). 
Szczegóły lokalizacji poszczególnych podgatunków są zawarte w sekcji Systematyka.

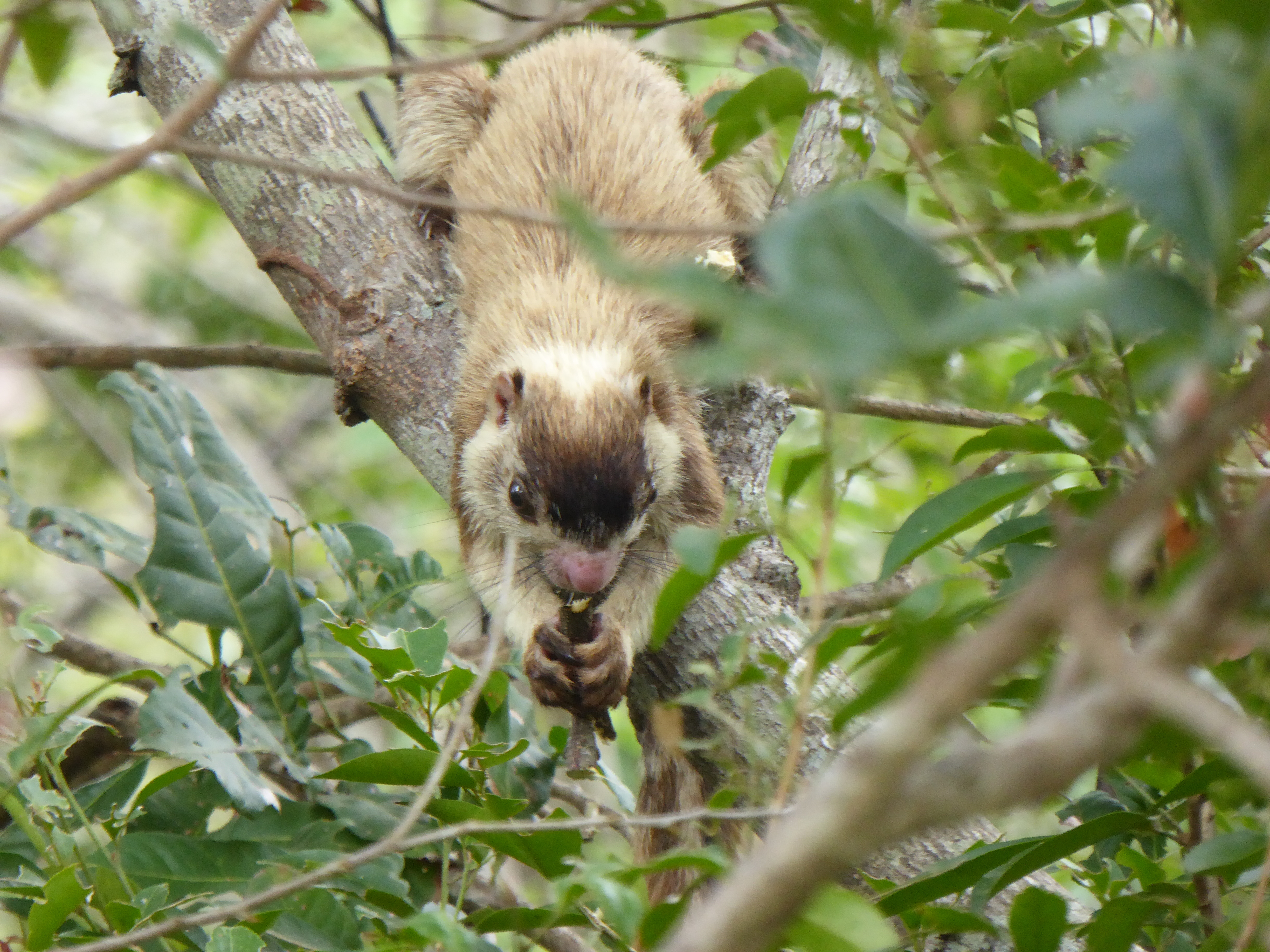
Wiewióra cejlońska podczas żerowania

## Ekologia
W skład diety wiewióry cejlońskiej wchodzą głównie nasiona. Aż 45% diety wiewióry stanowią nasiona młodych owoców. Okresowo żeruje ona także na owocach, spożywa korę, soki, nektar, pyłki, kwiaty i liście. Chętnie zjada młode liście tamaryndowca indyjskiego i albicji, które stanowią 25–30% diety. W jej skład wchodzą także termity. Wiewióra cejlońska nie gromadzi pokarmu. Żeruje na drzewach.

### Siedlisko
Wiewióra cejlońska zasiedla zimozielone lasy liściaste Indii i Sri Lanki. Na Sri Lance odnotowano obecność tych zwierząt w suchych i wilgotnych lasach, raczej nisko położonych, porośniętych tamaryndowcami indyjskimi. Siedliska ze wschodniej części Ghatów Zachodnich porastają nadbrzeżne lasy zdominowane przez migdałeczniki, tamaryndowce indyjskie, Pongamia, albicje, mango indyjskie, czapetki. Wiewióra lubi zarośla i suche lasy liściaste położone na wysokości do ok. 500 m n.p.m.
Wiewióra wiedzie życie w baldachimie drzew, na wysokości około 20 m nad poziomem terenu. W górnej części baldachimu buduje kuliste gniazdo z gałązek. Gniazdo jest mocowane do środkowych i górnych gałęzi baldachimu za pomocą pnączy i lian.

## Ochrona
Międzynarodowa Unia Ochrony Przyrody (IUCN) wymienia Ratufa macroura w Czerwonej księdze gatunków zagrożonych jako gatunek bliski zagrożenia (NT – near threatened).